# Saison 2003-2004 de l'USM Blida
Chronologie
Saison précédente Saison suivante
La saison 2003-2004 de l'Union sportive musulmane de Blida est la 18e saison du club en première division du championnat d'Algérie. Les matchs se déroulent dans le championnat d'Algérie et en Coupe d'Algérie.

## Compétitions

### Championnat

#### Rencontres
Le tableau ci-dessous retrace dans l'ordre chronologique les 30 rencontres officielles jouées par l'USM Blida durant la saison. Les buteurs sont accompagnés d'une indication entre parenthèses sur la minute de jeu où est marqué le but et, pour certaines réalisations, sur sa nature (penalty ou contre son camp). Le bilan général de la saison est de 11 victoires, 8 matchs nuls et 11 défaites.
| Date               | J            | Adversaire            | Lieu                                     | Résultat | Buteurs pour l'USMB                       | Entraîneur | Références |
| MATCHS ALLER       |              |                       |                                          |          |                                           |            |            |
| 14 août 2003       | 1er journée  | CA Batna              | Stade Mustapha-Tchaker, (Blida)          | 1-0      | Maouche 18e                               | Ifticèn    | Rapport    |
| 21 août 2003       | 2e journée   | ASO Chlef             | Stade Mustapha-Tchaker, (Blida)          | 2-0      | Badache 5e, Meçabih 68e                   | Ifticèn    | Rapport    |
| 28 août 2003       | 3e journée   | RC Kouba              | Stade Mohamed-Benhaddad, (Alger)         | 1-0      | -                                         | Ifticèn    | Rapport    |
| 2 septembre 2003   | 4e journée   | CR Belouizdad         | Stade Mustapha-Tchaker, (Blida)          | 2-2      | Rouane 18e, Zmit 66e                      | Ifticèn    | Rapport    |
| 27 octobre 2003*   | 5e journée*  | USM Alger             | Stade Omar-Hamadi, (Alger)               | 1-0      | -                                         | Anghelescu | Rapport    |
| 11 septembre 2003  | 6e journée   | US Chaouia            | Stade Mustapha-Tchaker, (Blida)          | 0-1      | -                                         | Ifticèn    | Rapport    |
| 20 octobre 2003*   | 7e journée*  | JS Kabylie            | Stade du 1er-Novembre-1954, (Tizi Ouzou) | 2-1      | Badache 44e                               | Ifticèn    | Rapport    |
| 9 octobre 2003     | 8e journée   | WA Tlemcen            | Stade Mustapha-Tchaker, (Blida)          | 3-0      | Rouane 11e, Betouaf 25e, Badache 51e      | Ifticèn    | Rapport    |
| 1er décembre 2003* | 9e journée*  | NA Hussein Dey        | Stade du 20-Août-1955, (Alger)           | 0-0      | -                                         | Anghelescu | Rapport    |
| 23 octobre 2003    | 10e journée  | USM Annaba            | Stade Mustapha-Tchaker, (Blida)          | 3-0      | Badache 49e, Bettouaf 63e, Mehdaoui 90e   | Ifticèn    | Rapport    |
| 30 octobre 2003    | 11e journée  | JSM Bejaia            | Stade de l'Unité Maghrébine, (Bejaia)    | 3-0      | -                                         | Ifticèn    | Rapport    |
| 8 décembre 2003*   | 12e journée* | MC Alger              | Stade Mustapha-Tchaker, (Blida)          | 2-1      | Badache 5e 74e                            | Anghelescu | Rapport    |
| 17 novembre 2003   | 13e journée  | ES Sétif              | Stade du 8-Mai-1945, (Sétif)             | 3-0      | -                                         | Ifticèn    | Rapport    |
| 20 novembre 2003   | 14e journée  | MC Oran               | Stade Mustapha-Tchaker, (Blida)          | 2-0      | Khazrouni 62e, Mehdaoui 73e               | Anghelescu | Rapport    |
| 4 décembre 2003    | 15e journée  | CA Bordj Bou Arreridj | Bordj Bou Arreridj                       | 3-1      | Badache 88e                               | Anghelescu | Rapport    |
| MATCHS RETOUR      |              |                       |                                          |          |                                           |            |            |
| 29 décembre 2004   | 16e journée  | CA Batna              | Stade Sefouhi, (Batna)                   | 1-0      | -                                         | Anghelescu | Rapport    |
| 8 janvier 2004     | 17e journée  | ASO Chlef             | Stade Maâmar-Sahli, (Chlef)              | 1-0      | -                                         | Anghelescu | Rapport    |
| 30 janvier 2004    | 18e journée  | RC Kouba              | Stade Mustapha-Tchaker, (Blida)          | 0-0      | -                                         | Anghelescu | Rapport    |
| 9 février 2004     | 19e journée  | CR Belouizdad         | Stade du 20-Août-1955, (Alger)           | 1-1      | Rouane 60e                                | Anghelescu | Rapport    |
| 12 février 2004    | 20e journée  | USM Alger             | Stade Mustapha-Tchaker, (Blida)          | 1-0      | Badache 72e                               | Anghelescu | Rapport    |
| 23 février 2004    | 21e journée  | US Chaouia            | Oum-El-Bouaghi                           | 0-0      | -                                         | Anghelescu | Rapport    |
| 8 mars 2004        | 22e journée  | JS Kabylie            | Stade Mustapha-Tchaker, (Blida)          | 0-0      | -                                         | Anghelescu | Rapport    |
| 26 mars 2004*      | 23e journée* | WA Tlemcen            | Tlemcen                                  | 0-1      | Badache 47e                               | Anghelescu | Rapport    |
| 12 mars 2004       | 24e journée  | NA Hussein Dey        | Stade Mustapha-Tchaker, (Blida)          | 0-0      | -                                         | Anghelescu | Rapport    |
| 1er avril 2004     | 25e journée  | USM Annaba            | Stade du 19-Mai-1956, (Annaba)           | 2-3      | Zouani 26e 63e, Badache 54e               | Anghelescu | Rapport    |
| 19 avril 2004      | 26e journée  | JSM Bejaia            | Stade Mustapha-Tchaker, (Blida)          | 5-1      | Rouane 11e 70e, Badache 45e 85e, Diss 79e | Anghelescu | Rapport    |
| 3 mai 2004         | 27e journée  | MC Alger              | Stade Omar-Hamadi, (Alger)               | 2-1      | Badache 66e                               | Anghelescu | Rapport    |
| 10 mai 2004        | 28e journée  | ES Sétif              | Stade Mustapha-Tchaker, (Blida)          | 3-1      | Drali 21e (pen.), Maouche 41e, Zmit 82e   | Anghelescu | Rapport    |
| 20 mai 2004        | 29e journée  | MC Oran               | Mohammadia                               | 1-1      | Diss 67e                                  | Anghelescu | Rapport    |
| 24 mai 2004        | 30e journée  | CA Bordj Bou Arreridj | Stade Mustapha-Tchaker, (Blida)          | 1-2      | Badache 86e                               | Anghelescu | Rapport    |

(*) : Match(s) ayant été reporté(s)

#### Classement final
Le classement est établi sur le barème de points suivant : une victoire vaut 3 points, un match nul 2 points et une défaite 1 point.
| Rang | Équipe                | Pts | J  | G  | N  | P  | Bp | Bc | Diff |
| ---- | --------------------- | --- | -- | -- | -- | -- | -- | -- | ---- |
| 1    | JS Kabylie            | 61  | 30 | 17 | 10 | 3  | 40 | 21 | +19  |
| 2    | USM Alger T C         | 58  | 30 | 17 | 7  | 6  | 49 | 23 | +26  |
| 3    | NA Hussein Dey        | 49  | 30 | 13 | 10 | 7  | 31 | 19 | +12  |
| 4    | ES Sétif              | 47  | 30 | 14 | 5  | 11 | 41 | 31 | +10  |
| 5    | MC Alger P            | 47  | 30 | 14 | 5  | 11 | 35 | 34 | +1   |
| 6    | MC Oran -1            | 43  | 30 | 12 | 8  | 10 | 34 | 33 | +1   |
| 7    | USM Blida             | 41  | 30 | 11 | 8  | 11 | 34 | 29 | +5   |
| 8    | ASO Chlef             | 40  | 30 | 9  | 13 | 8  | 19 | 22 | -3   |
| 9    | CA Bordj Bou Arreridj | 38  | 30 | 10 | 8  | 12 | 32 | 28 | +4   |
| 10   | WA Tlemcen            | 38  | 30 | 10 | 8  | 12 | 22 | 25 | -3   |
| 11   | US Chaouia P          | 38  | 30 | 9  | 11 | 10 | 24 | 37 | -13  |
| 12   | USM Annaba            | 37  | 30 | 10 | 7  | 13 | 40 | 37 | +3   |
| 13   | CR Belouizdad         | 36  | 30 | 10 | 6  | 14 | 38 | 32 | +6   |
| 14   | CA Batna              | 33  | 30 | 8  | 9  | 13 | 27 | 36 | -9   |
| 15   | RC Kouba              | 29  | 30 | 6  | 11 | 13 | 23 | 39 | -16  |
| 16   | JSM Béjaïa            | 17  | 30 | 3  | 8  | 19 | 17 | 60 | -43  |

Résultat
- Qualifié pour la Ligue des champions 2005
- Qualifié pour la Ligue des champions arabes 2004-2005
- Qualifié pour la Coupe de la confédération 2005

Relégation
- Relégation en Division 2

Abréviations
T : Tenant du titre

C : Vainqueur de la Coupe d'Algérie 2003-2004

P : Promus de Division 2

-1 : 1 point de pénalité

### Coupe d'Algérie

#### Rencontres
| Date           | Tour              | Adversaire | Stade (ville)                   | Résultat  | Buteurs pour l'USMB | Entraîneur | Rapp.   |
| 5 février 2004 | 32e tour régional | MSP Batna  | Bordj Bou Arreridj              | 2-1 (a.p) | Diss 75e, Rebih 98e | Anghelescu | Rapport |
| 22 mars 2004   | 16e tour régional | MC Oran    | Stade Mohamed Boumezrag (Chlef) | 0-1       | -                   | Anghelescu | Rapport |

### Ligue des champions arabes

#### Rencontres
| Rang | Équipe             | Pts | J | G | N | P | Bp | Bc | Diff |  | Résultats (▼ dom., ► ext.) | Zam | Sfa | Esp | Bli |
| ---- | ------------------ | --- | - | - | - | - | -- | -- | ---- |  | -------------------------- | --- | --- | --- | --- |
| 1    | Zamalek SC         | 13  | 6 | 4 | 1 | 1 | 11 | 5  | +6   |  | Zamalek SC                 |     | 0-2 | 3-0 | 1-1 |
| 2    | CS sfaxien         | 10  | 6 | 3 | 1 | 2 | 9  | 7  | +2   |  | CS sfaxien                 | 1-3 |     | 0-1 | 1-0 |
| 3    | Espérance de Tunis | 9   | 6 | 3 | 0 | 3 | 10 | 9  | +1   |  | Espérance de Tunis         | 1-2 | 1-3 |     | 2-1 |
| 4    | USM Blida          | 2   | 6 | 0 | 2 | 4 | 4  | 13 | -9   |  | USM Blida                  | 0-2 | 2-2 | 0-5 |     |

| Date              | Tour                | Adversaire         | Stade (ville)                          | Résultat | Buteurs pour l'USMB                 | Rapp.   |
| 29 septembre 2003 | Tour préliminaire   | Maghreb de Fès     | Complexe sportif de Fès - (Fès)        | 1-3      | Badache 5e, Maouche 48e, Rouane 88e | Rapport |
| 22 octobre 2003   | Tour préliminaire   | Maghreb de Fès     | Stade Mustapha-Tchaker - (Blida)       | 0-1      | -                                   | Rapport |
| 29 octobre 2003   | Premier tour, Gr. 3 | Espérance de Tunis | Stade olympique de Radès - (Radès)     | 2-1      | Mohamed Badache 33e                 |         |
| 11 novembre 2003  | Premier tour, Gr. 3 | CS Sfaxien         | Stade Mustapha-Tchaker - (Blida)       | 2-2      | Maouche 42e, Mehdaoui 90+2e         | Rapport |
| 25 décembre 2003  | Premier tour, Gr. 3 | Zamalek SC         | Stade international du Caire - (Caire) | 1-1      | Smaïl Diss 83e                      |         |
| 18 février 2004   | Premier tour, Gr. 3 | CS Sfaxien         | Stade Taïeb-Mehiri - (Sfax)            | 1-0      | -                                   |         |
| 3 mars 2004       | Premier tour, Gr. 3 | Zamalek SC         | Stade Mustapha-Tchaker - (Blida)       | 0-2      | -                                   |         |
| 17 mars 2004      | Premier tour, Gr. 3 | Espérance ST       | Stade Mustapha-Tchaker - (Blida)       | 0-5      | -                                   |         |

### Statistiques individuelles
| Nom         | Division 1 | Division 1  | Division 1 | Division 1   | Coupe d'Algérie | Coupe d'Algérie | Coupe d'Algérie | Coupe d'Algérie | Coupe d'Arabe | Coupe d'Arabe | Coupe d'Arabe | Coupe d'Arabe | Total | Total       | Total  | Total        |
| Nom         | MJ         | But inscrit | Averti     | Carton rouge | MJ              | But inscrit     | Averti          | Carton rouge    | MJ            | But inscrit   | Averti        | Carton rouge  | MJ    | But inscrit | Averti | Carton rouge |
| ----------- | ---------- | ----------- | ---------- | ------------ | --------------- | --------------- | --------------- | --------------- | ------------- | ------------- | ------------- | ------------- | ----- | ----------- | ------ | ------------ |
| Samadi      | 29         | 0           | 3          | 1            | 2               | 0               | 1               | 0               |               |               |               |               |       |             |        |              |
| Zmit        | 27         | 2           | 4          | 0            | 2               | 0               | 0               | 0               |               |               |               |               |       |             |        |              |
| Badache     | 27         | 14          | 2          | 0            | 2               | 0               | 1               | 0               |               | 2             |               |               |       |             |        |              |
| Diss        | 26         | 2           | 7          | 0            | 2               | 0               | 0               | 0               |               | 1             |               |               |       |             |        |              |
| Galoul      | 26         | 0           | 3          | 1            | 1               | 0               | 1               | 0               |               |               |               |               |       |             |        |              |
| Rouane      | 26         | 5           | 6          | 0            | 2               | 0               | 0               | 0               |               | 1             |               |               |       |             |        |              |
| Amrouche    | 25         | 0           | 5          | 1            | 2               | 0               | 0               | 0               |               |               |               |               |       |             |        |              |
| Belouahem   | 24         | 0           | 10         | 2            | 2               | 0               | 0               | 0               |               |               |               |               |       |             |        |              |
| Mehdaoui    | 24         | 2           | 2          | 0            | 2               | 0               | 0               | 0               |               | 1             |               |               |       |             |        |              |
| Maouche     | 22         | 2           | 9          | 1            | 2               | 0               | 0               | 0               |               | 2             |               |               |       |             |        |              |
| Rebih       | 20         | 0           | 1          | 0            | 1               | 0               | 0               | 0               |               |               |               |               |       |             |        |              |
| Drali       | 17         | 1           | 3          | 1            | 1               | 0               | 1               | 0               |               |               |               |               |       |             |        |              |
| Khenifsi    | 17         | 0           | 3          | 0            | 0               | 0               | 0               | 0               |               |               |               |               |       |             |        |              |
| Zouani      | 16         | 2           | 1          | 0            | 0               | 0               | 0               | 0               |               |               |               |               |       |             |        |              |
| Khazrouni   | 13         | 1           | 1          | 0            | 1               | 0               | 0               | 0               |               |               |               |               |       |             |        |              |
| Belatrèche  | 13         | 0           | 3          | 1            | 0               | 0               | 0               | 0               |               |               |               |               |       |             |        |              |
| Bettouaf    | 11         | 2           | 1          | 0            | 2               | 0               | 0               | 0               |               |               |               |               |       |             |        |              |
| Tall        | 10         | 0           | 0          | 0            | 1               | 0               | 0               | 0               |               |               |               |               |       |             |        |              |
| Allali      | 7          | 0           | 0          | 0            | 0               | 0               | 0               | 0               |               |               |               |               |       |             |        |              |
| Aoun Seghir | 6          | 0           | 3          | 0            | 0               | 0               | 0               | 0               |               |               |               |               |       |             |        |              |
| Meçabih     | 5          | 1           | 0          | 0            | 0               | 0               | 0               | 0               |               |               |               |               |       |             |        |              |
| Aïssa       | 3          | 0           | 0          | 0            | 0               | 0               | 0               | 0               |               |               |               |               |       |             |        |              |
| Gouaich     | 3          | 0           | 0          | 0            | 0               | 0               | 0               | 0               |               |               |               |               |       |             |        |              |
| Ouadah      | 3          | 0           | 0          | 0            | 0               | 0               | 0               | 0               |               |               |               |               |       |             |        |              |
| Bouaroura   | 2          | 0           | 0          | 0            | 0               | 0               | 0               | 0               |               |               |               |               |       |             |        |              |
| Garzou      | 2          | 0           | 0          | 0            | 0               | 0               | 0               | 0               |               |               |               |               |       |             |        |              |
| Haniched    | 1          | 0           | 0          | 0            | 0               | 0               | 0               | 0               |               |               |               |               |       |             |        |              |
| Herbache    | 1          | 0           | 0          | 0            | 0               | 0               | 0               | 0               |               |               |               |               |       |             |        |              |
| Saidi       | 1          | 0           | 0          | 0            | 0               | 0               | 0               | 0               |               |               |               |               |       |             |        |              |
| Lebib       | 1          | 0           | 0          | 0            | 0               | 0               | 0               | 0               |               |               |               |               |       |             |        |              |
| Total       | 30         | 34          | 67         | 8            | 2               | 0               | 4               | 0               |               | 7             |               |               |       |             |        |              |

## Meilleurs buteurs
| Rang | Joueur              | Cham. | Coupe | Coupe d'Arabe | Total |
| ---- | ------------------- | ----- | ----- | ------------- | ----- |
| 1    | Mohamed Badache     | 14    | -     | 2             | 16    |
| 2    | Benhalima Rouane    | 5     | -     | 1             | 6     |
| 2    | Kamel Maouche       | 2     | -     | 2             | 4     |
| 2    | Smaïl Diss          | 2     | 1     | 1             | 4     |
| 3    | Mohamed Mehdaoui    | 2     | -     | 1             | 3     |
| 4    | Zoubir Zmit         | 2     | -     | 0             | 2     |
| 4    | Abdelmalek Bettouaf | 2     | -     | 0             | 2     |
| 4    | Billal Zouani       | 2     | -     | 0             | 2     |
| 5    | Ali Meçabih         | 1     | -     | 0             | 1     |
| 5    | Mohamed Khazrouni   | 1     | -     | 0             | 1     |
| 5    | Salim Drali         | 1     | -     | 0             | 1     |
| 5    | Boubaker Rebih      | 0     | 1     | 0             | 1     |
|      | But contre son camp | 0     | 0     | 0             | 0     |
|      | Total               | 34    | 2     | 7             | 43    |